# Премия имени Александра Карпинского
Премия имени Александра Карпинского (нем. Alexander-Petrowitsch-Karpinskij-Preis, Гамбург, ФРГ) — германская премия в области геологических, геофизических наук, горного дела, естественных и общественных наук, а также в области экологии и охраны окружающей среды. Научная награда германского фонда А. Тепфера для советских и российских учёных
Названа в честь первого выборного президента РАН Александра Петровича Карпинского (1846—1936).

## История премии
Премия устанавливалась с 1978 года. Цель присуждения премии — способствовать улучшению отношений между СССР и ФРГ. Положение о премии подписано между АН СССР и фондом города Гамбурга, размер премии 3000 DEM, присуждение не чаще раза в год. Одновременно, предоставлялась стипендия (5000 DEM) для одногодичного обучения советского студента.
- 1977 — номинация «за выдающиеся достижения в области естественных и общественных наук».
- 1984 — номинация «за выдающиеся достижения в области экологии и охраны окружающей среды».

В 1997 году обе категории были объединены в одну общую категорию «за выдающиеся достижения в области естественных и общественных наук, а также в области экологии и охраны окружающей среды». Однако вскоре финансирование награды было урезано и её вручение прекратилось. Премия вручалась в 1979—2006 годах. Была включена в постановление правительства РФ от 6 февраля 2001 г. N 89.
В состав премии входили медаль, диплом и гонорар (с 2002 года 15 тысяч евро). Лауреат мог назвать имена двух молодых учeных, которые также получили бы стипендию меньшего размера для проведения исследований в Германии.

## Лауреаты
Список лауреатов:
- 1979 — Овчинников, Юрий Анатольевич
- 1980 — Пиотровский, Борис Борисович
- 1981 — Боголюбов, Николай Николаевич
- 1982 — Скрябин, Георгий Константинович
- 1983 — Гольданский, Виталий Иосифович
- 1984 — Александров, Анатолий Петрович
- 1985 — Коптюг, Валентин Афанасьевич, Соколов, Владимир Евгеньевич
- 1986 — Велихов, Евгений Павлович, Бреховских, Леонид Максимович
- 1987 — Глебов, Игорь Алексеевич
- 1988 — Заславская, Татьяна Ивановна, Марчук, Гурий Иванович
- 1989 — Алфёров, Жорес Иванович
- 1990 — Окунь, Лев Борисович, Бабаев, Агаджан Гельдиевич
- 1991 — Осипьян, Юрий Андреевич, Лихачёв, Дмитрий Сергеевич
- 1992 — Спирин, Александр Сергеевич, Соколов, Борис Сергеевич
- 1993 — Нефёдов, Олег Матвеевич, Большаков, Владимир Николаевич
- 1994 — Каган, Юрий Моисеевич, Темботов, Асланби Казиевич
- 1995 — Фаддеев, Людвиг Дмитриевич, Замараев, Кирилл Ильич
- 1996 — Щеглов, Алексей Дмитриевич, Яблоков, Алексей Владимирович
- 1997 — Фортов, Владимир Евгеньевич, Чернов, Юрий Иванович[10]
- 1998 — Грачёв, Михаил Александрович, Данилов, Михаил Владимирович
- 1999 — Моисеев, Илья Иосифович
- 2000 — Молодин, Вячеслав Иванович[11]
- 2002 — Скринский, Александр Николаевич[12]
- 2004 — Касьянов, Владимир Леонидович[13]